# Hari Kunzru
Hari Mohan Nath Kunzru (ur. 1969 w Londynie) – brytyjski powieściopisarz pochodzenia angielsko-hinduskiego. 

## Życiorys
Kunzru wychowywał się w Esseksie. Studiował anglistykę na Uniwersytecie Oksfordzkim. Uzyskał następnie tytuł magistra filozofii i literatury na Warwick University.
Mieszka w Londynie. 
W latach 1995–1997 pracował w magazynie „Wired UK”. Od 1998 pracuje jako dziennikarz turystyczny dla gazet takich jak „The Guardian” i „The Daily Telegraph” oraz magazynu „Time Out”, a także jako prezenter Sky TV. W latach 1999–2004 był redaktorem muzycznym magazynu „Wallpaper*”, a od 1995 współpracuje z magazynem „Mute”, poświęconym kulturze i technologii. 
Jest wiceprezesem angielskiego PEN Clubu. 

## Twórczość
Książki Kunzru zostały przetłumaczone na 20 języków. Jego pierwsza powieść, wydany w 2002 roku Impresjonista, zdobyła nagrody Betty Trask Award i Somerset Maugham Award. W tym samym roku Kunzru przyznano nagrodę John Llewellyn Rhys Prize, pisarz odrzucił ją jednak, ponieważ była sponsorowana przez gazetę „The Mail on Sunday”, manifestującą jego zdaniem poglądy wrogie w stosunku do osób czarnych i pochodzenia azjatyckiego. W 2003 znalazł się na liście 20 najlepszych młodych pisarzy brytyjskich według magazynu „Granta”. W 2004 druga powieść Kunzru, Transmisja, została uznana przez dziennik „The New York Times” za jedną z najważniejszych książek roku 2004. W 2005 magazyn „Lire” jednym z 50 „pisarzy jutra” (écrivains pour demain) na świecie.

## Książki

### Powieści
- The Impressionist, 2002 (polski tytuł: Impresjonista)
- Transmission, 2004 (polski tytuł: Transmisja)
- My Revolutions, 2007
- Gods Without Men, 2011

### Opowiadania
- Noise, 2005